# Letcher (Dakota du Sud)
Pour les articles homonymes, voir Letcher.
Letcher est une municipalité américaine située dans le comté de Sanborn, dans l'État du Dakota du Sud. Selon le recensement de 2010, elle compte 173 habitants. La municipalité s'étend sur 0,65 milles carrés (1,68 km2).
La ville doit son nom à O. T. Letcher, qui possédait une partie des terres sur lesquelles elle fut fondée en 1883.

## Démographie
| 1900 | 1910 | 1920 | 1930 | 1940 | 1950 |
| ---- | ---- | ---- | ---- | ---- | ---- |
| 130  | 402  | 454  | 414  | 344  | 291  |

| 1960 | 1970 | 1980 | 1990 | 2000 | 2010 |
| ---- | ---- | ---- | ---- | ---- | ---- |
| 296  | 201  | 221  | 164  | 177  | 173  |